# Sverre
Sverre – tradycyjne norweskie imię męskie wywodzące się od staronordyckiego imienia Sverrir.
Znane osoby noszące imię Sverre:
- Sverre Sigurdsson
- Sverre Braastad
- Sverre Farstad
- Sverre Stenersen
- Sverre Fehn
- Sverre Hassel
- Sverre Petterssen